# Завеличье

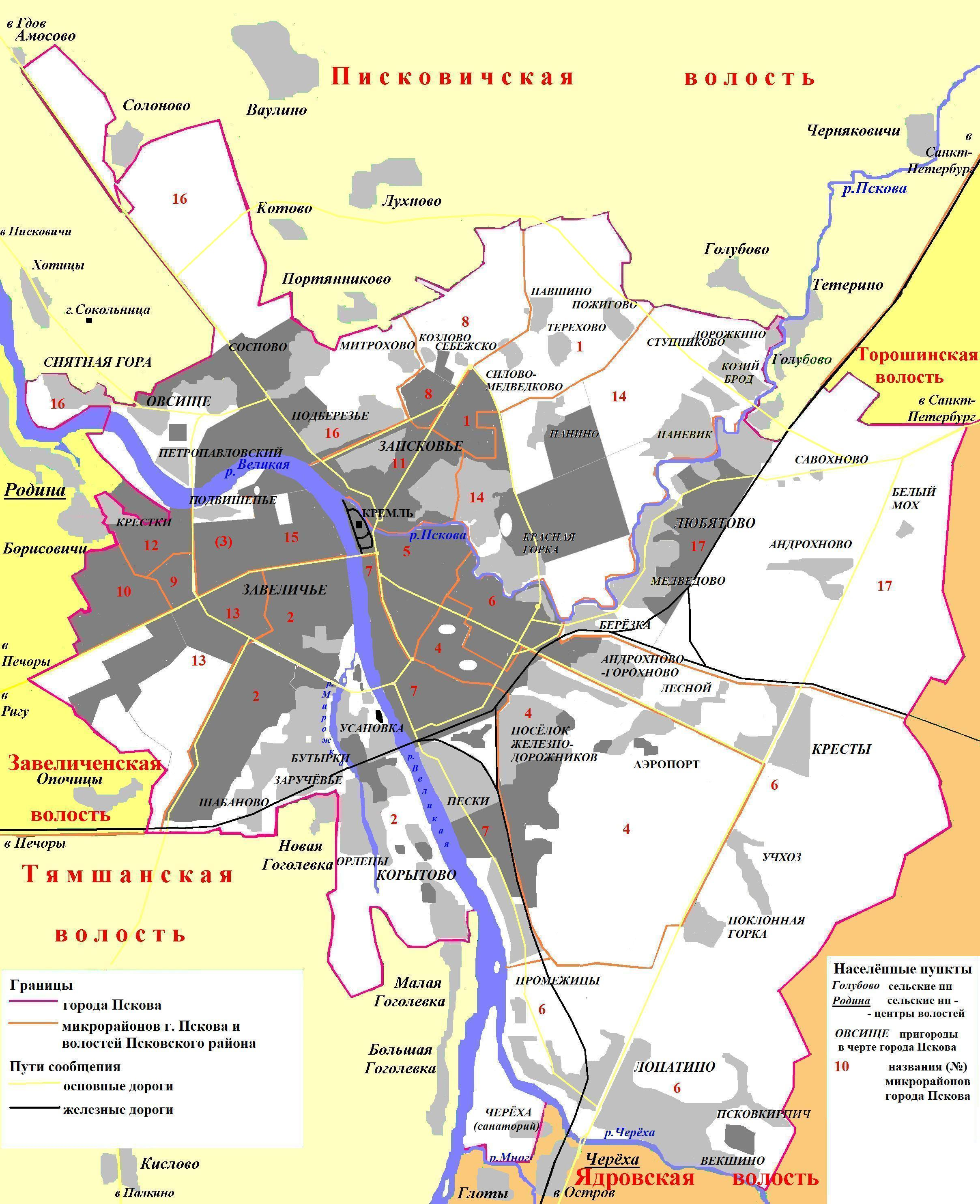
Карта города Пскова

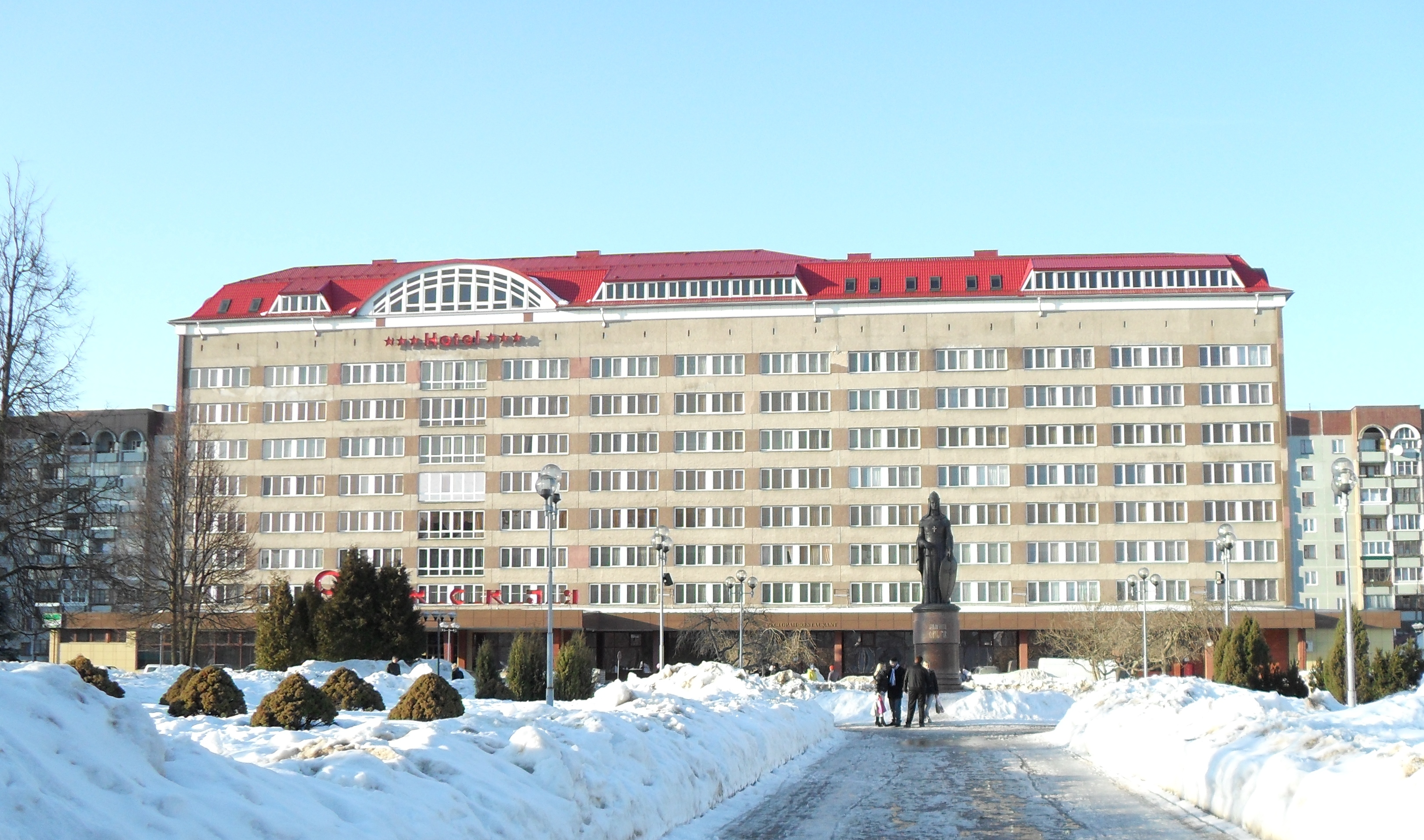
Рижская гостиница и памятник княгине Ольге

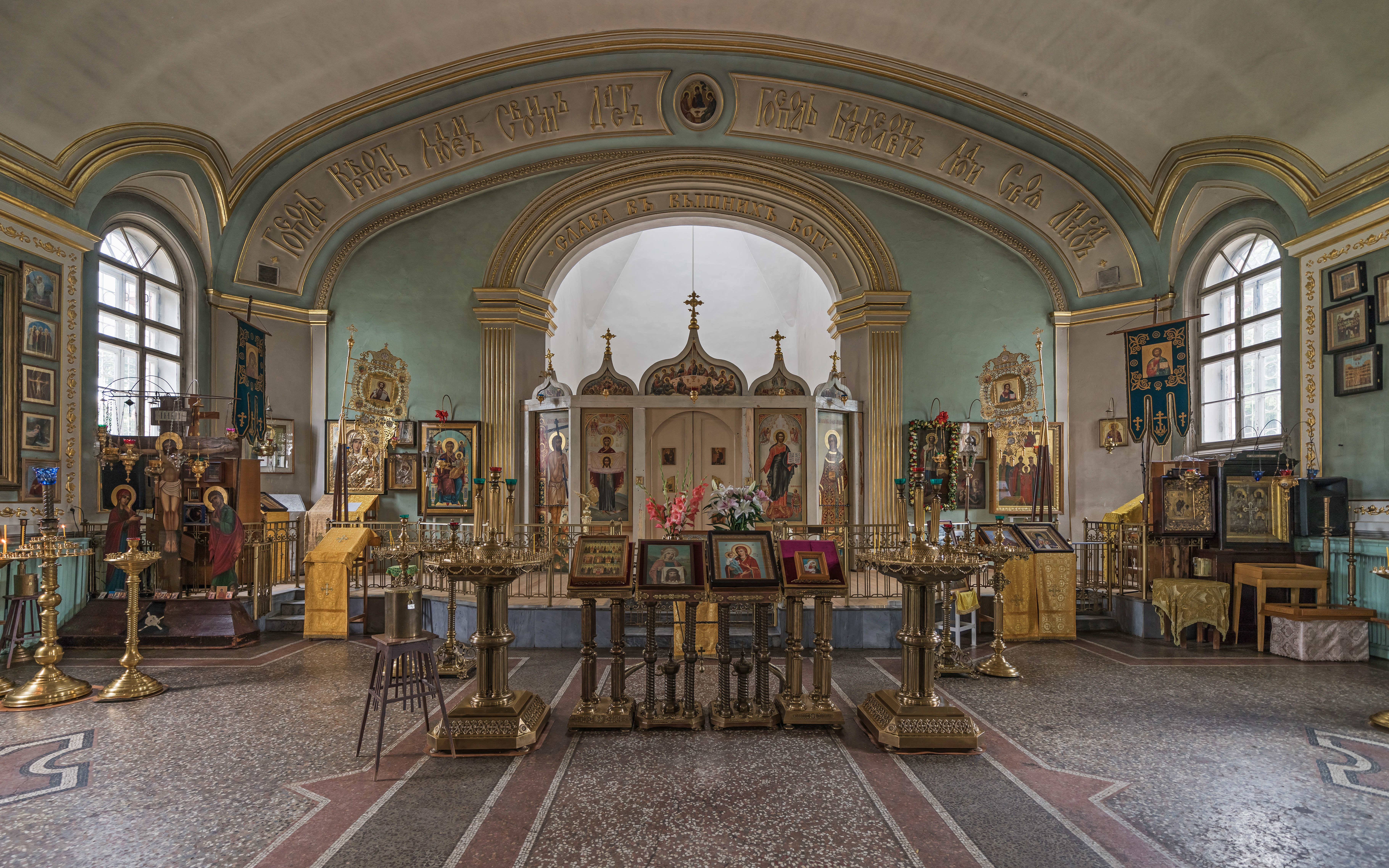
Храм Александра Невского, интерьер

За́величье — исторически сложившийся район города Пскова. Назван по расположению на противоположном от исторического центра берегу реки Великая.

## Население
Численность населения Завеличья составляет почти половину от всего города — около 98,4 тысяч человек из 202,8 тысяч псковичей (2011).

## История
Завеличье как предместье Пскова известно по письменным источникам с XIV века. Первое упоминание в псковских летописях относится к 1323 году. Согласно письменным источникам, в XIV веке Завеличье имело жилую (дворовую) застройку. Археологические данные подтверждают наличие застроенных участков в XII—XIII веках: как на берегу реки, так и вдоль древней улицы Изборской, упоминаемой в грамотах XIV—XV веков (примерно на месте современной улицы Конной). Мирожский монастырь, что на юге Завеличья, датируется XII веком, Ивановский монастырь, что на севере, — XIII веком.
Из-за частых немецких нападений на Псков, при которых Завеличье первым принимало удар, развитие этого района затруднялось и в этот период было постепенным. Лишь в 1417—1418 годах Изборская улица «от Поромяни» была замощена. В 1443 году строится первая известная здесь приходская церковь Успения Богородицы с Пароменья.

## География
Граничит на западе с Завеличенской волостью Псковского района, на юге — с Тямшанской волостью Псковского района, на севере — по реке Великой — с псковским районом Запсковье, на востоке — по той же реке — с Псковским Кромом (Кремлём) и центром города в целом, а также с Завокзальем.
К Завеличью относятся ряд пригородных посёлков: Корытово и Усановка (в черте города Пскова с конца 1920-х годов), Бутырки (с 1962 г.), Орлецы с Орлецовским кладбищем (с 1976 г.), Шабаново и Заручевье (с 1986 г.), Крестки (с 1986 г.).
В состав Завеличья во 2-й половине XX века были включены:
- Бутырки — 20 июля 1959 г. — ныне частный сектор в районе пересечения Красноармейской набережной и Бутырской улицы
- Гнилище — 21 сентября 1960 г. — ныне частный сектор на Старокоммунальной улице и многоэтажный сектор в микрорайоне «Южный»
- Затроповье (Затраповье) — 22 ноября 1966 г. — ныне многоэтажный сектор в северо-восточной части пересечения Рижского проспекта и Юбилейной улицы; деревня полностью снесена
- Крестки — 21 декабря 1967 г. — в западной части сохранились как частный малоэтажный сектор, а восточной — полностью застроены городскими кварталами (торговые комплексы «Империал», «ПИК-60» и здания детской областной больницы и поликлиники).
- Заболотье — 7 мая 1968 г. — ныне городские пустыри под застройку на Рижском проспекте напротив домов № 65 и 67; деревня полностью снесена
- Орлецы — 3 нояюбря 1975 г. — ныне частный сектор в районе Орлецовского кладбища у верховьев реки Мирожка (по левобережью)
- Подвишенье — 9 октября 1979 г. — ныне частный сектор к юго-востоку от моста Александра Невского
- Заручевье — 21 марта 1986 г. — ныне частный сектор в районе пересечения улицы Заручевье и переулка Заручевье
- Шабаново — 21 марта 1986 г. — ныне частный сектор в районе улиц Шабаново, Нововойсковой и переулков 1-й, 2-й, 3-й, 4-й, 5-й Шабаново.

## Инфраструктура и транспорт
Завеличье является важной частью города, на территории которой расположены областная и городская больницы, областная детская больница и поликлиника, госпиталь, туберкулёзный диспансер, инфекционная больница, областной суд, областное отделение Пенсионного фонда, городской центр занятости населения, городская центральная библиотека, областной центр гидрометеорологии, телецентр и 186-метровая башня телерадиовещания и другие важнейшие объекты города, области и страны (76-я дивизия ВДВ), а также Псковская канцелярия Генерального консульства Эстонии в Санкт-Петербурге и консульство Латвии. Оба консульских представительства находятся в одном здании и имеют общий вход.
Соединён с центром двумя автомобильными мостами (Ольгинским и имени 50-летия Октября) и одним железнодорожным (Рижским мостом), с Запсковьем — двумя автомобильными мостами (Александра Невского и Троицким мостом).
Главные транспортные пути: Рижский проспект, соединяющий центр города (через Ольгинский мост) с Рижским шоссе (трасса «Псков — Изборск» А212), и магистральная улица Юбилейная, соединяющая Запсковье (через мост Александра Невского) с южной частью центра города, железнодорожным и автовокзалами (через мост имени 50-летия Октября). По южной части Завеличья проходит железная дорога Псков — Печоры и расположена ж.д. станция Полковая (пассажирское сообщение с 2014 года полностью отсутствует).

## Достопримечательности
Основная статья: Храмы Завеличья 
- Мирожский монастырь со Спасо-Преображенским собором 1156 года и Стефановской церковью XVII века — Мирожский монастырь (на равне с улицей)
- собор Иоанна Предтечи 1240 года (бывшего Ивановского монастыря) — улица М.Горького, д.1 (фактически — Комсомольская площадь)
- церковь Николы от Каменной ограды XIV-XV веков — улица Розы Люксембург (Никольская), д. 15
- церковь Климента Папы Римского XV века (бывшего Климентовского монастыря) — Красноармейская (Ольгинская или Мирожская) набережная, д.16
- церковь Успения с Пароменья 1521 года со звонницей — Рижский проспект, д.3
- церковь Жен-Мироносиц со Скудельниц 1546 года — Мироносицкое кладбище — улица Коммунальная (Мироносицкая), д.25
- церковь Успения в Бутырках 1773 года — Красноармейская (Мирожская) набережная, д. 49
- храм Александра Невского 96-го Омского полка 1908 года — улица Мирная, д.1
- часовня Святой Ольги 2000 года — Ольгинская набережная
- Церковь Луки, архиепископа Крымского, при Псковской городской больнице — ул Коммунальная, 23 городская больница
- Храм апостола Андрея Первозванного — планируют построить у новой школы в Борисовичах

## Галерея

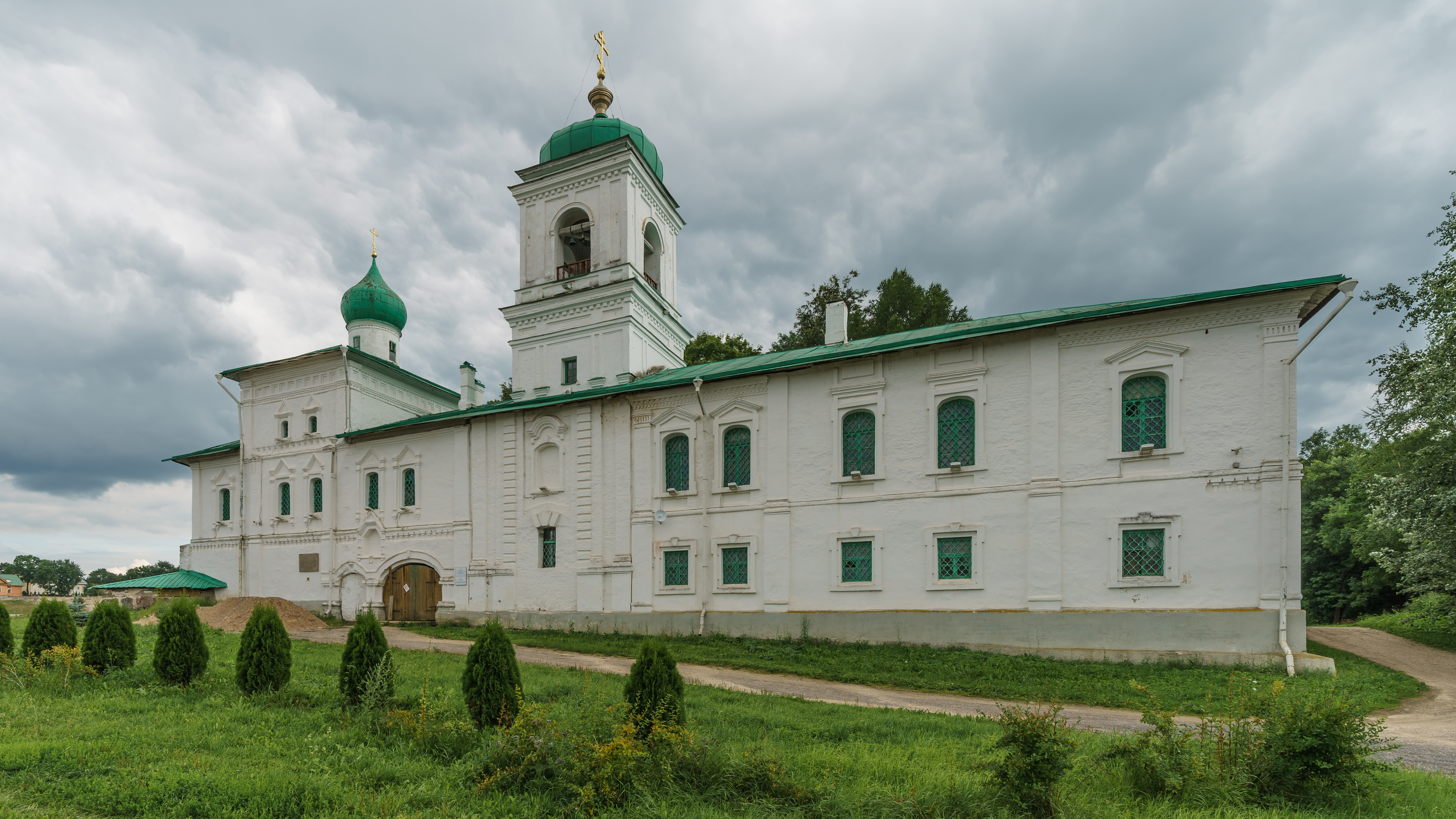
Мирожский монастырь
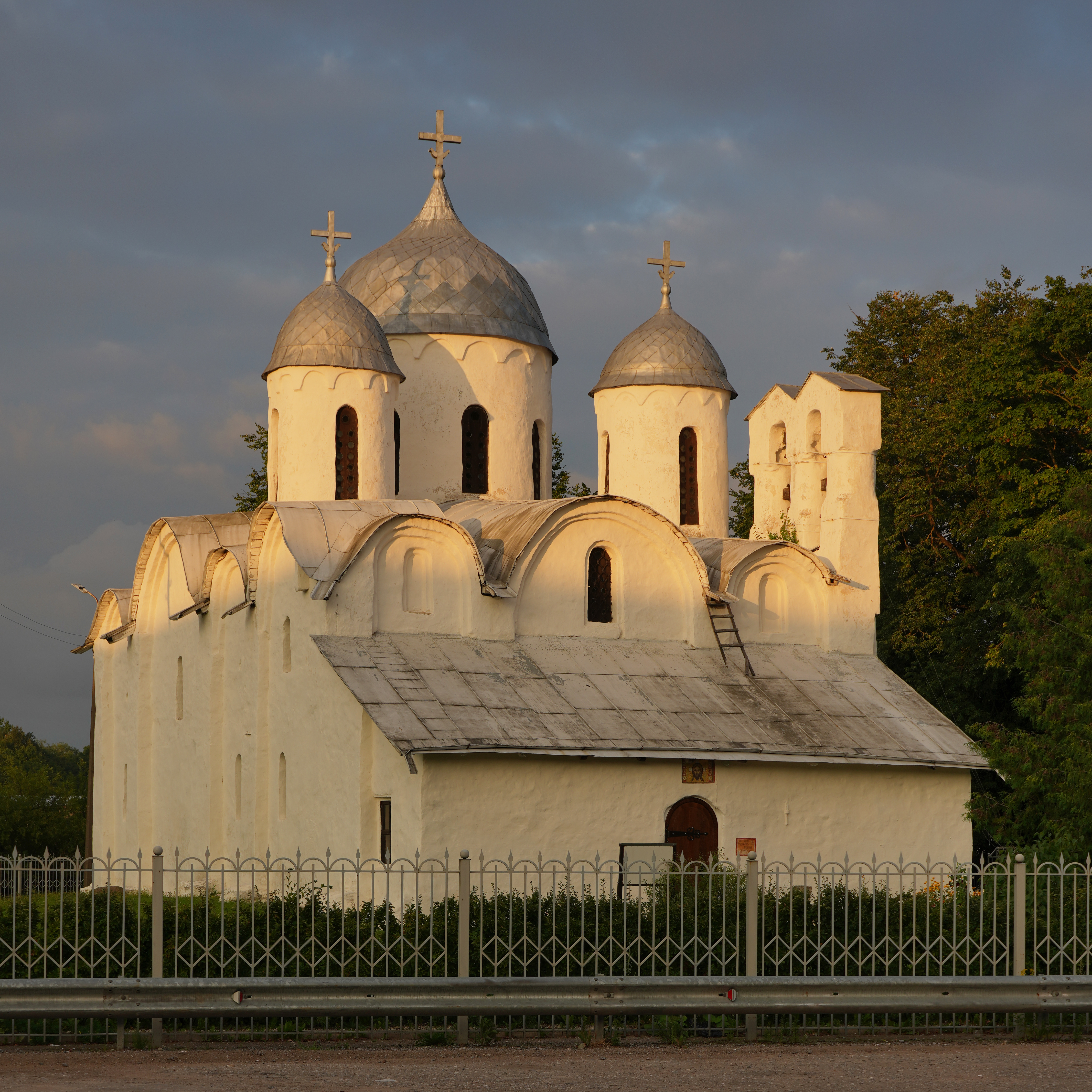
Ивановский собор бывшего Ивановского монастыря
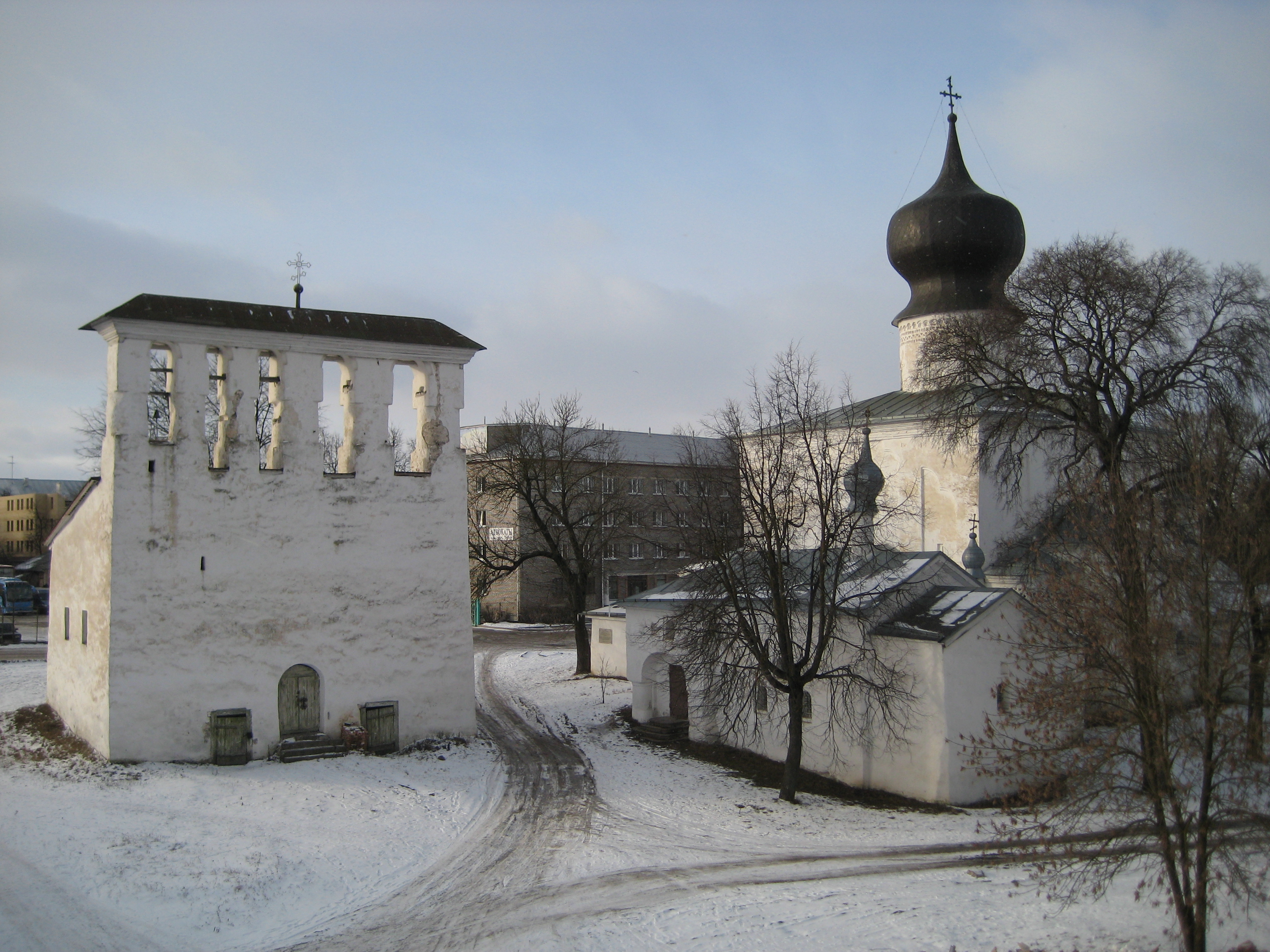
Церковь Успения с Пароменья со звонницей
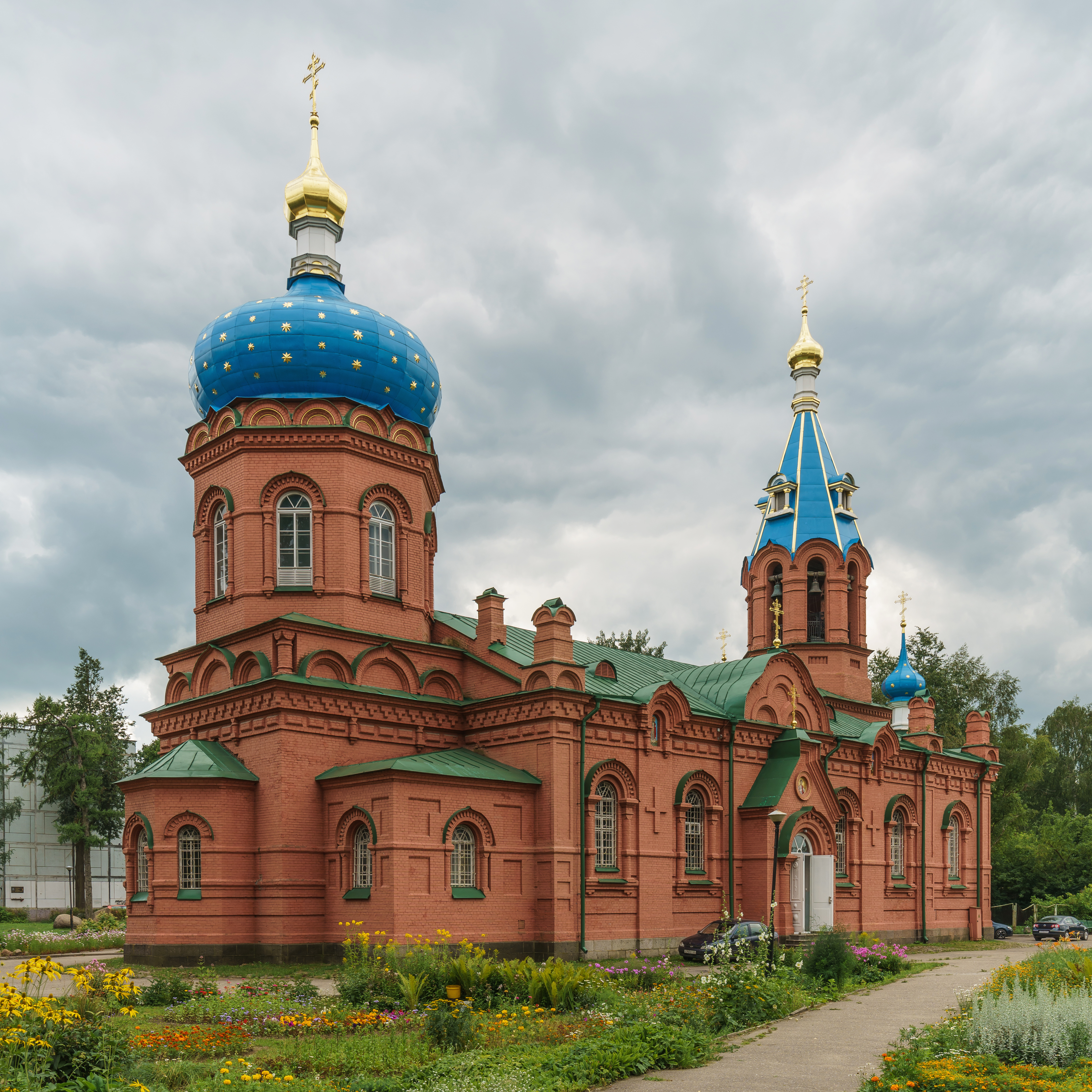
Храм Александра Невского
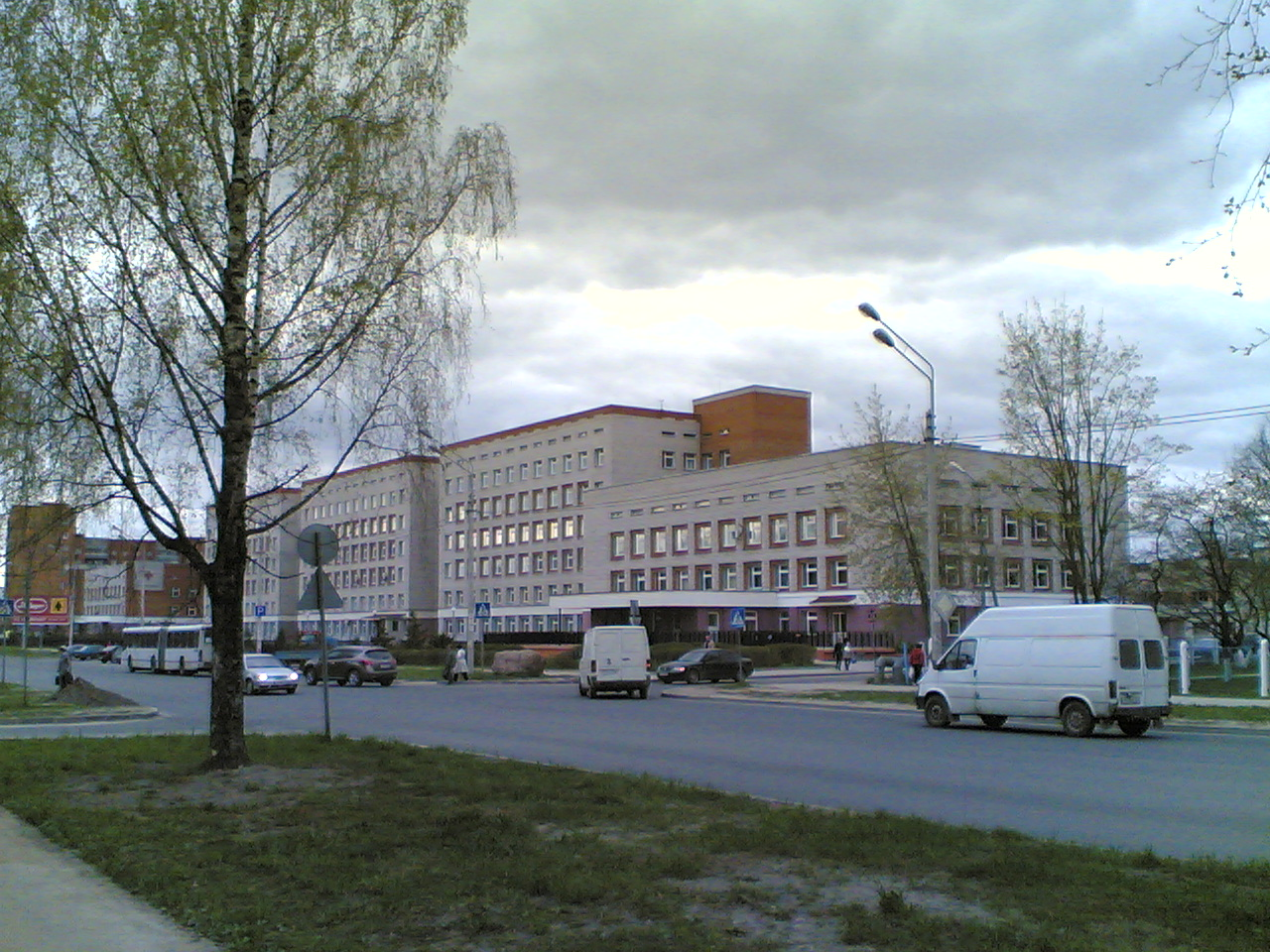
Здания Детской областной больницы (слева) и Детской областной поликлиники (справа) в Пскове
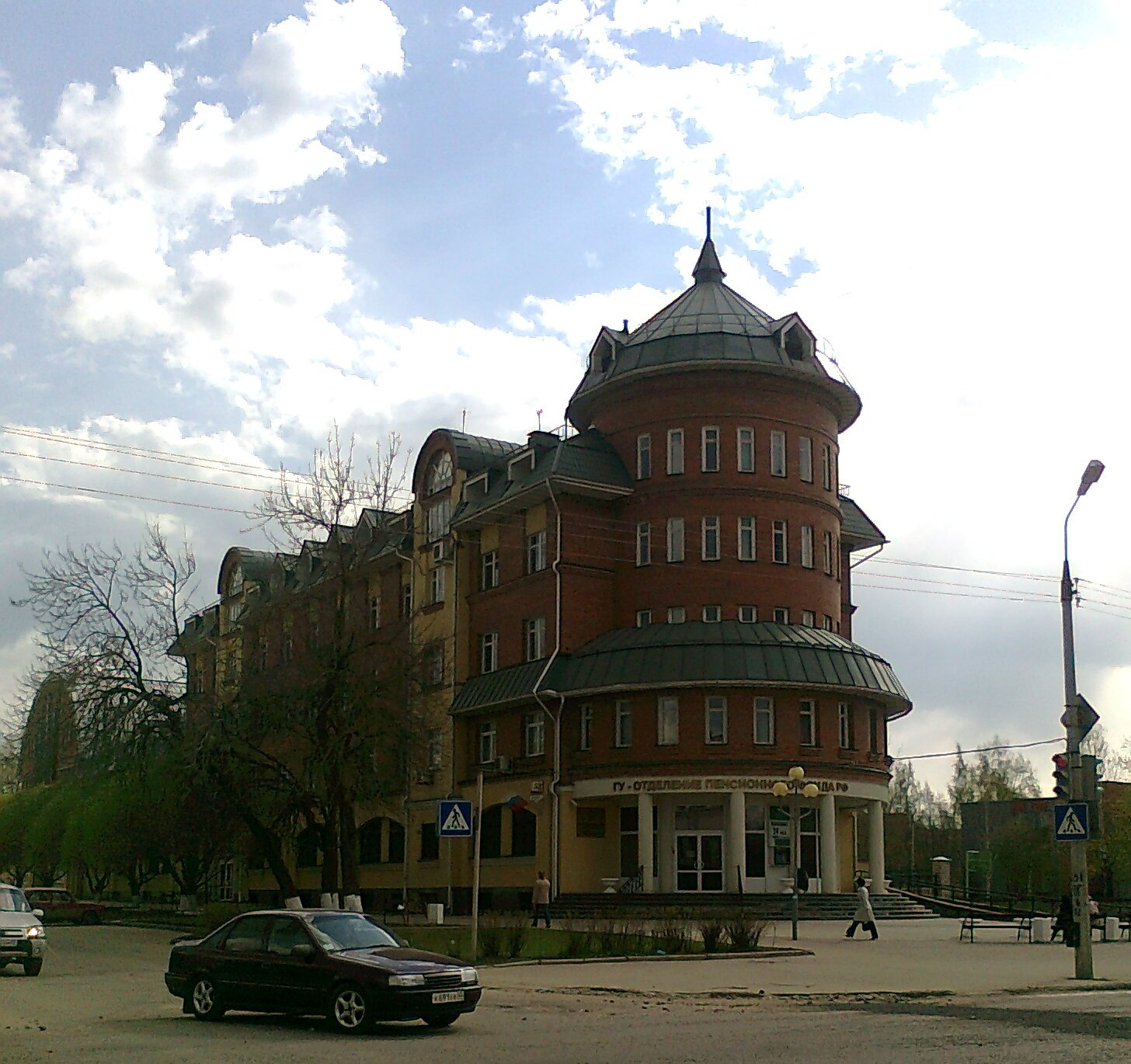
Псковское отделение Пенсионного фонда РФ (ул.Петровская, 53)
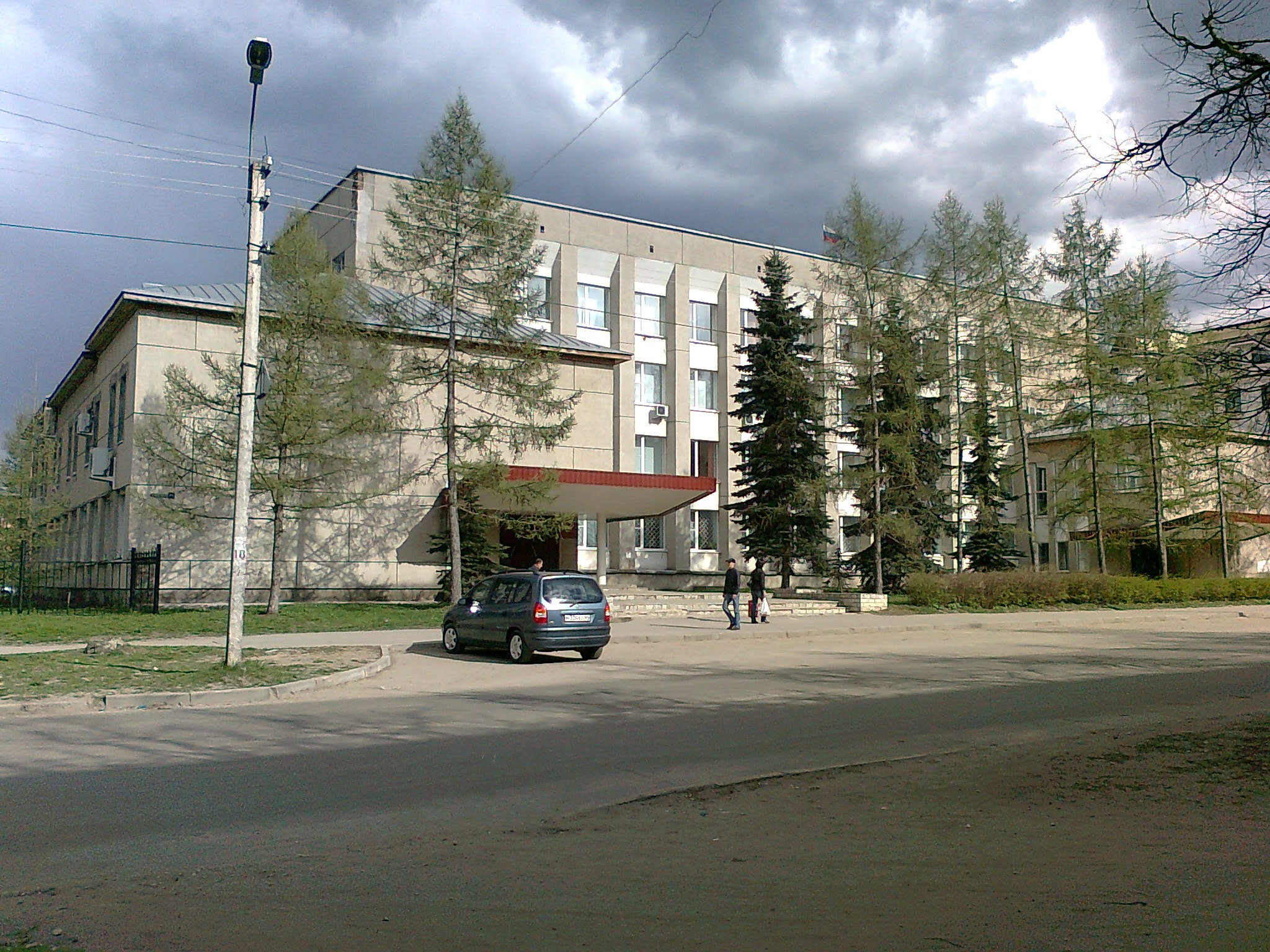
Псковский городской суд (ул.Петровская, 24)
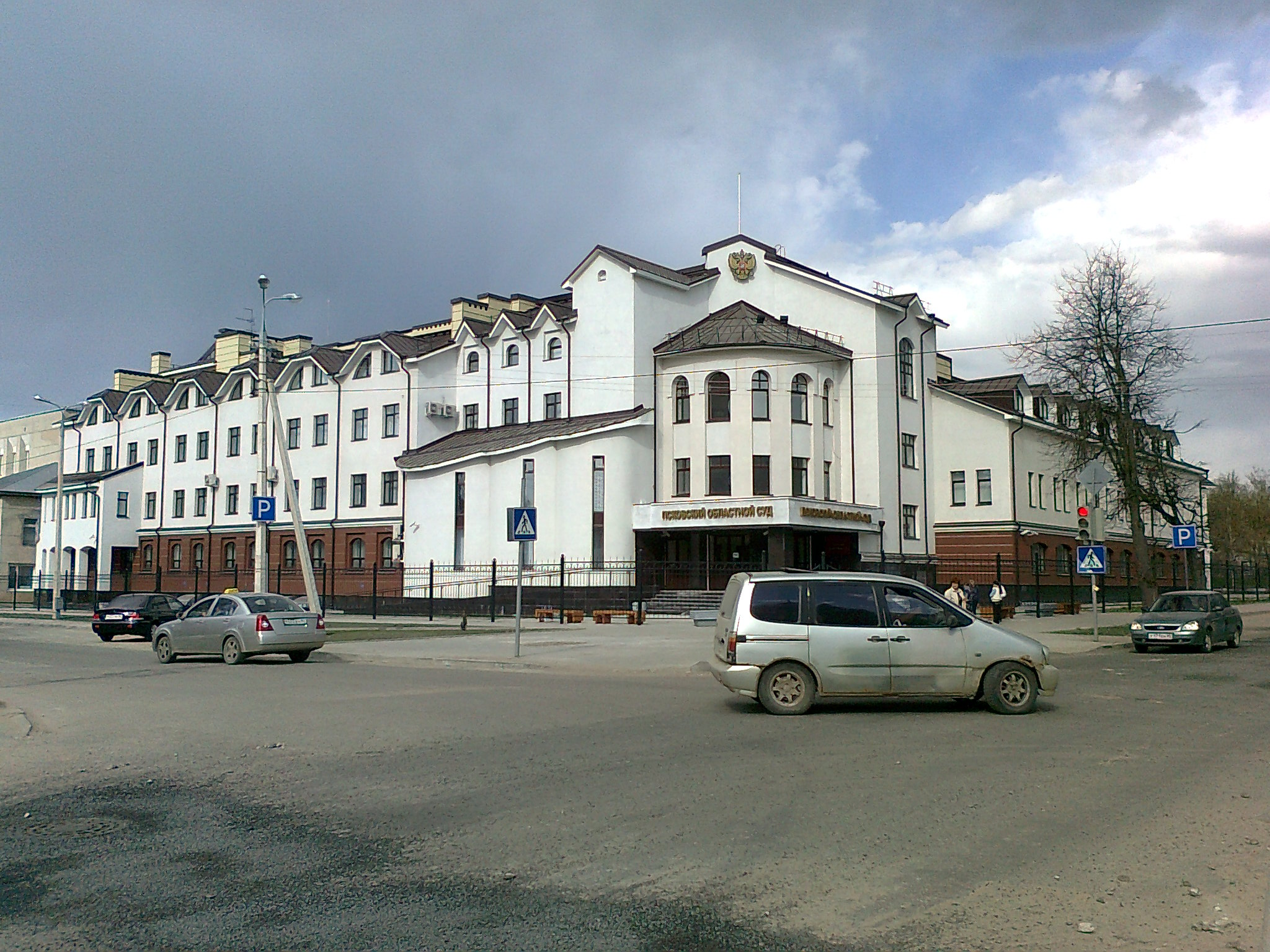
Псковский областной суд (ул.Петровская/Розы Люксембург, 24/17)
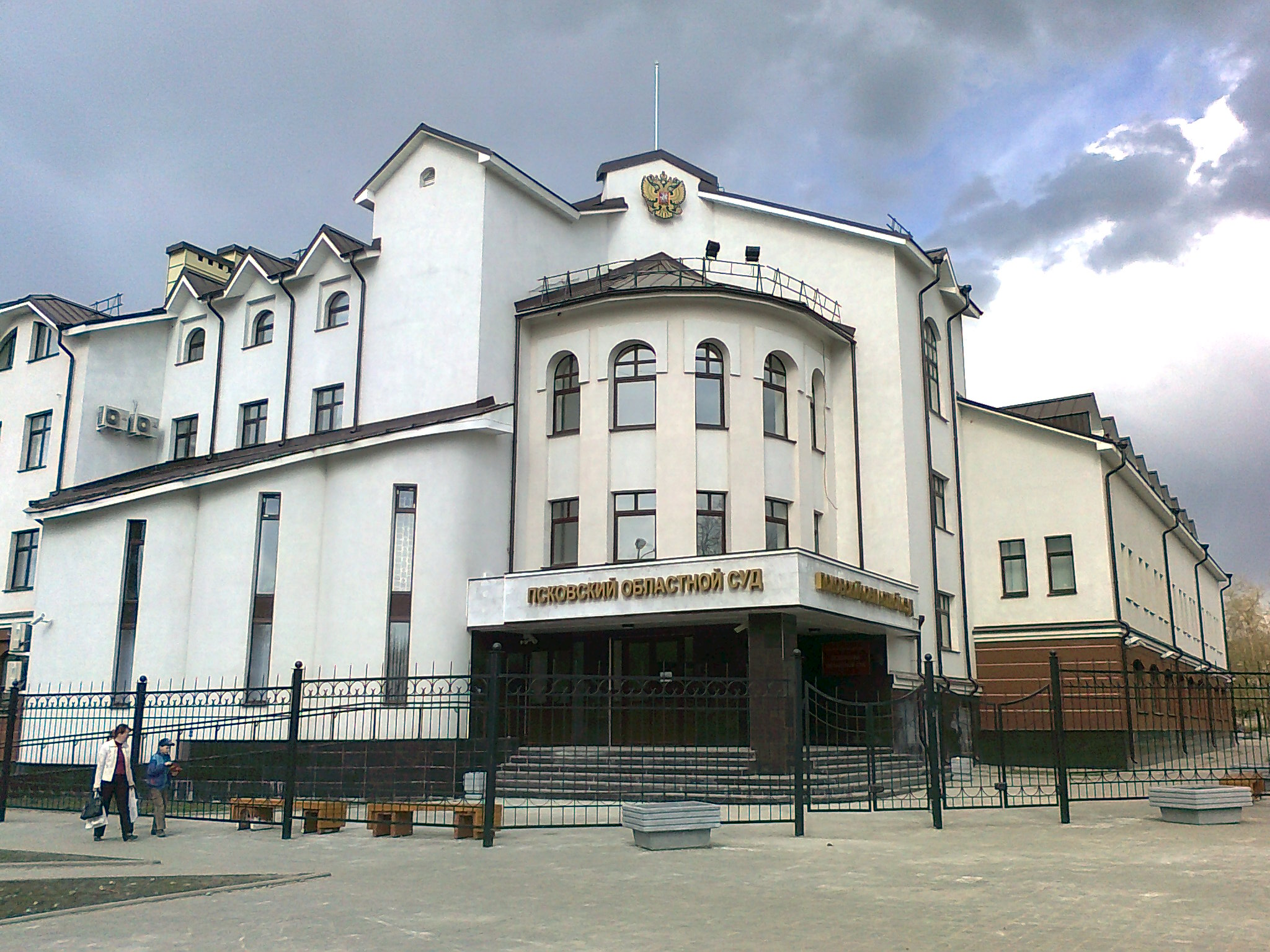
Псковский областной суд (ул.Петровская/Розы Люксембург, 24/17)
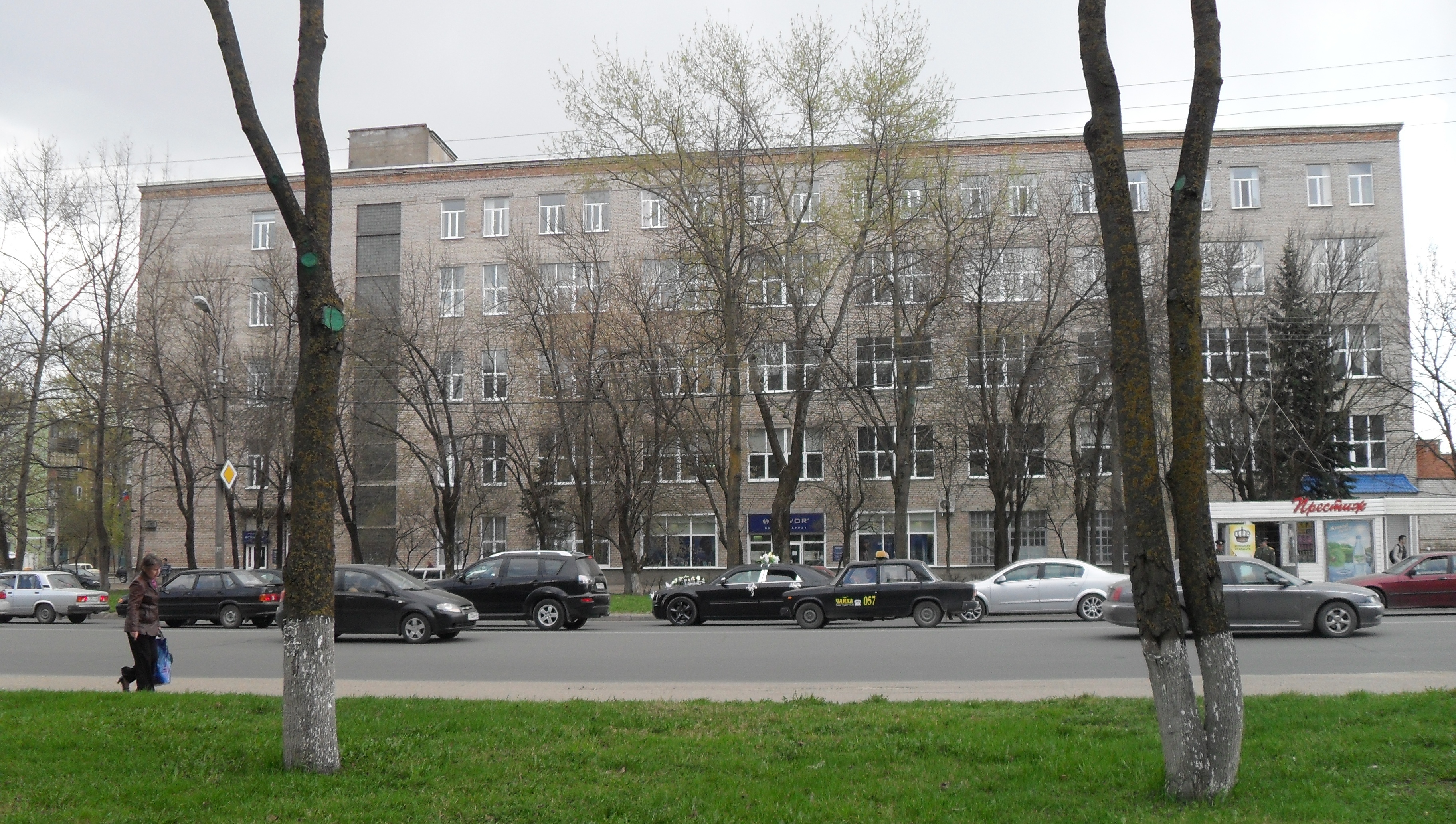
Швейная фабрика «Славянка» (Рижский пр-т, 40)
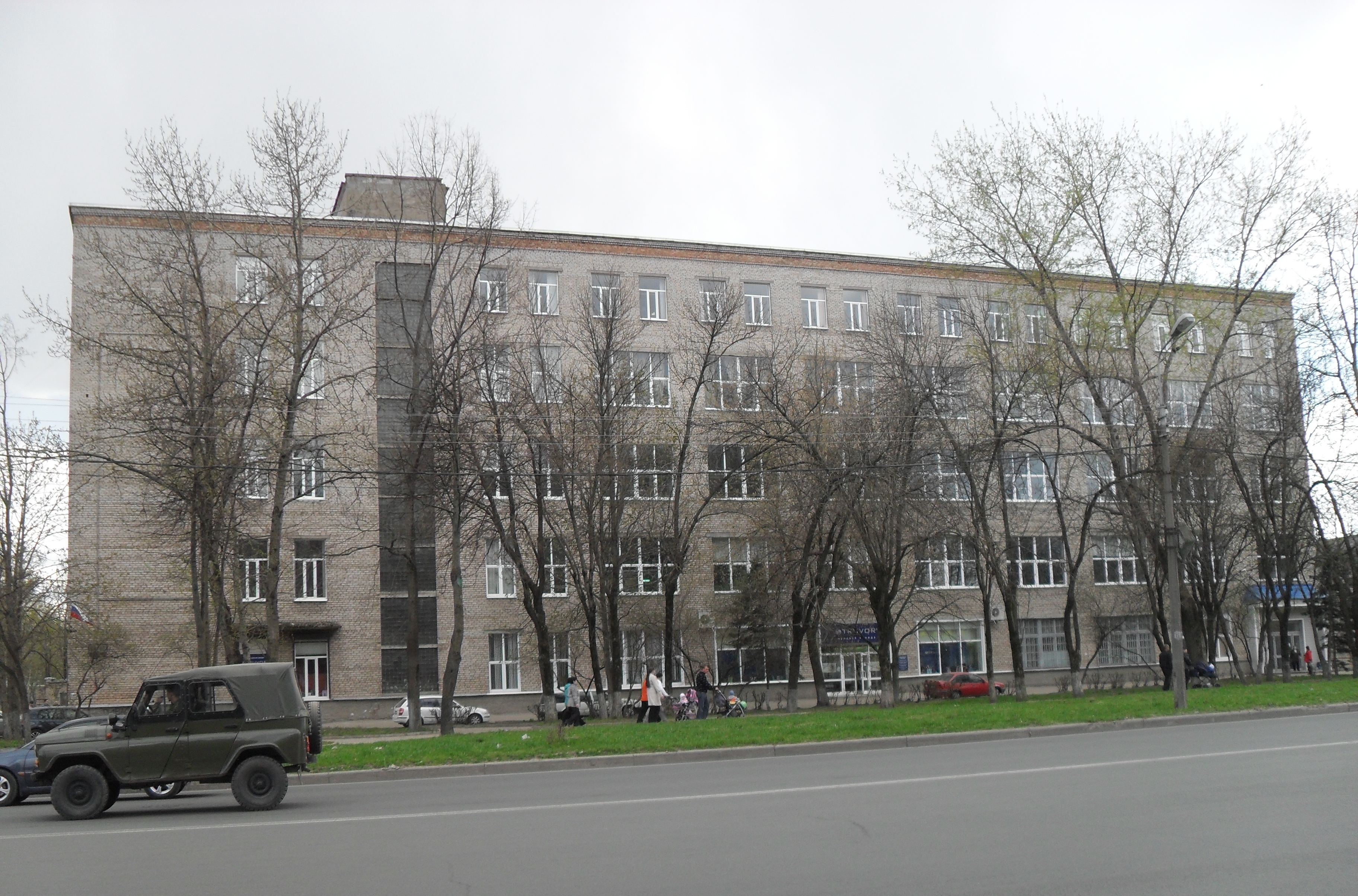
Швейная фабрика «Славянка» (Рижский пр-т, 40)
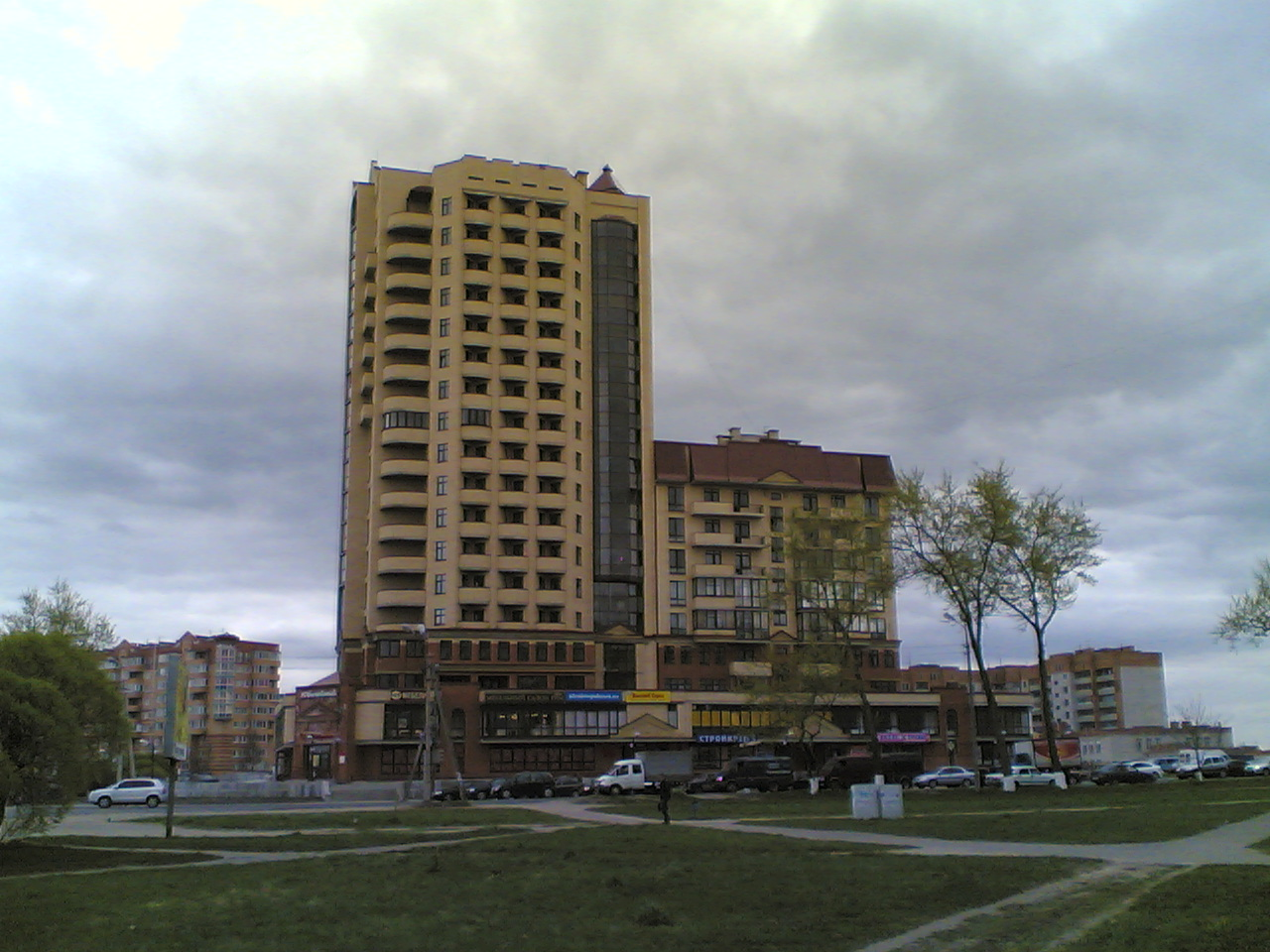
Первая высотка в Пскове (Рижский пр-т, 70)
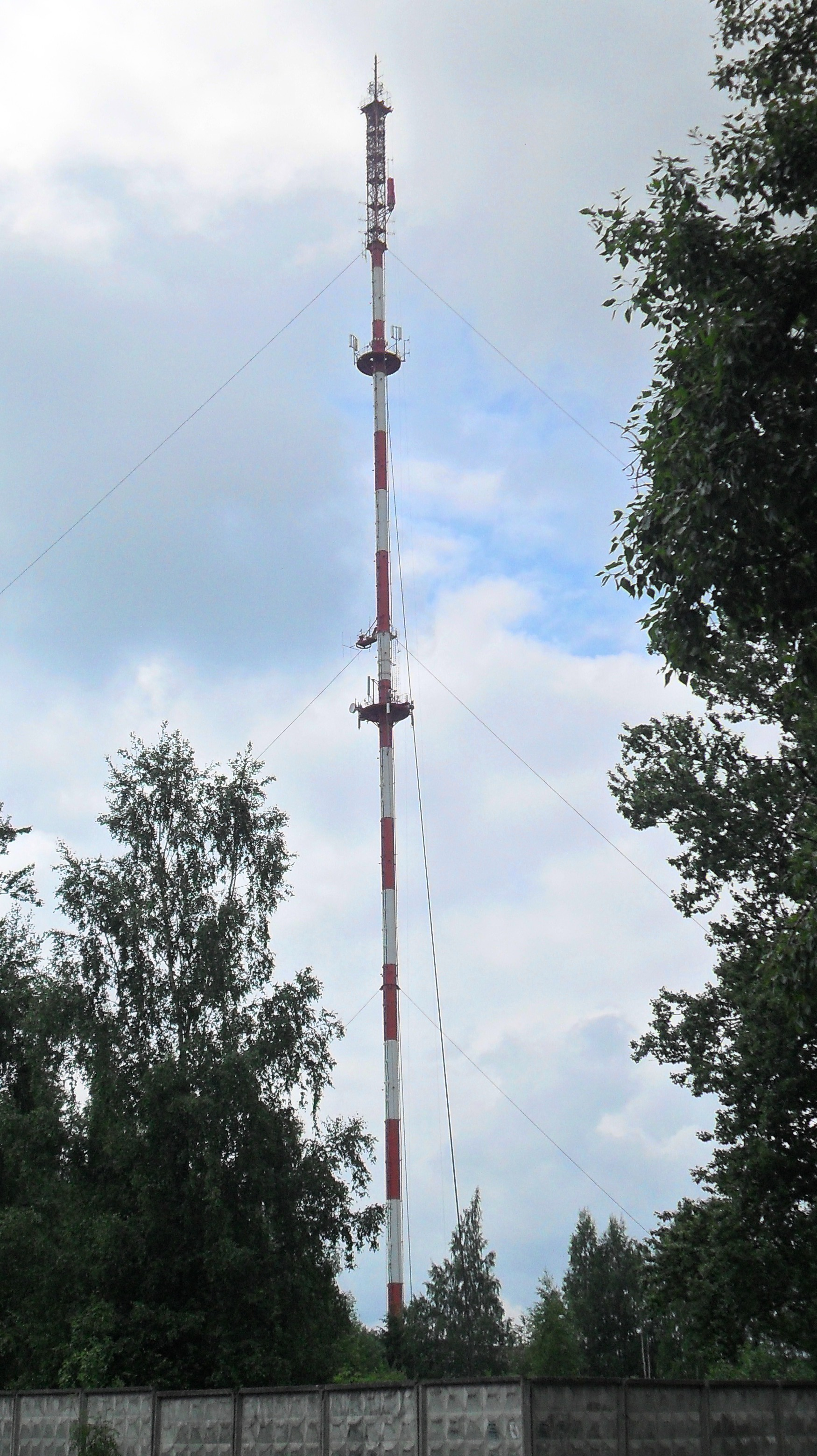
Телебашня в телерадиоцентре (Рижский пр-т, 71)
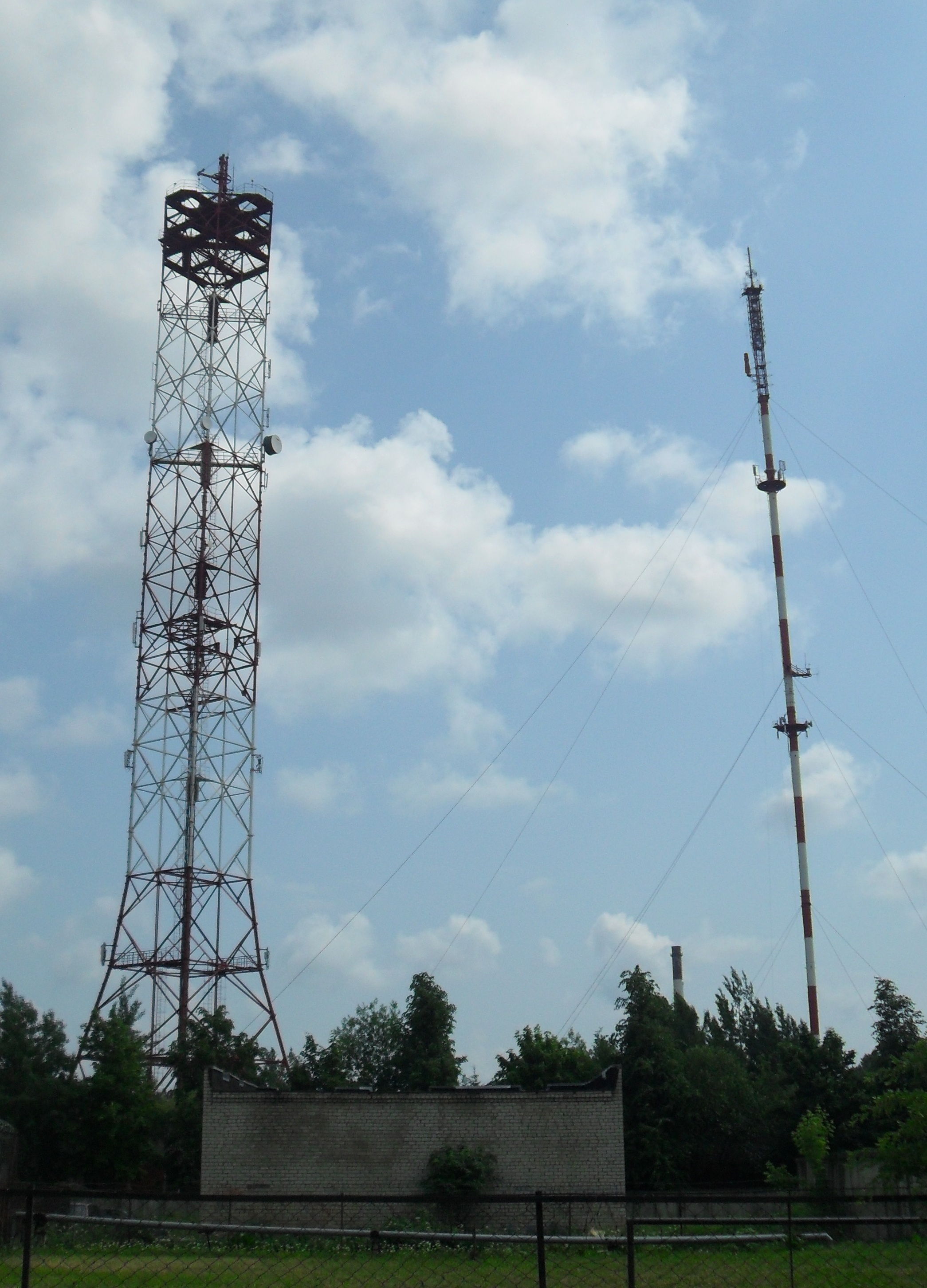
Телебашня в телерадиоцентре (Рижский пр-т, 71)
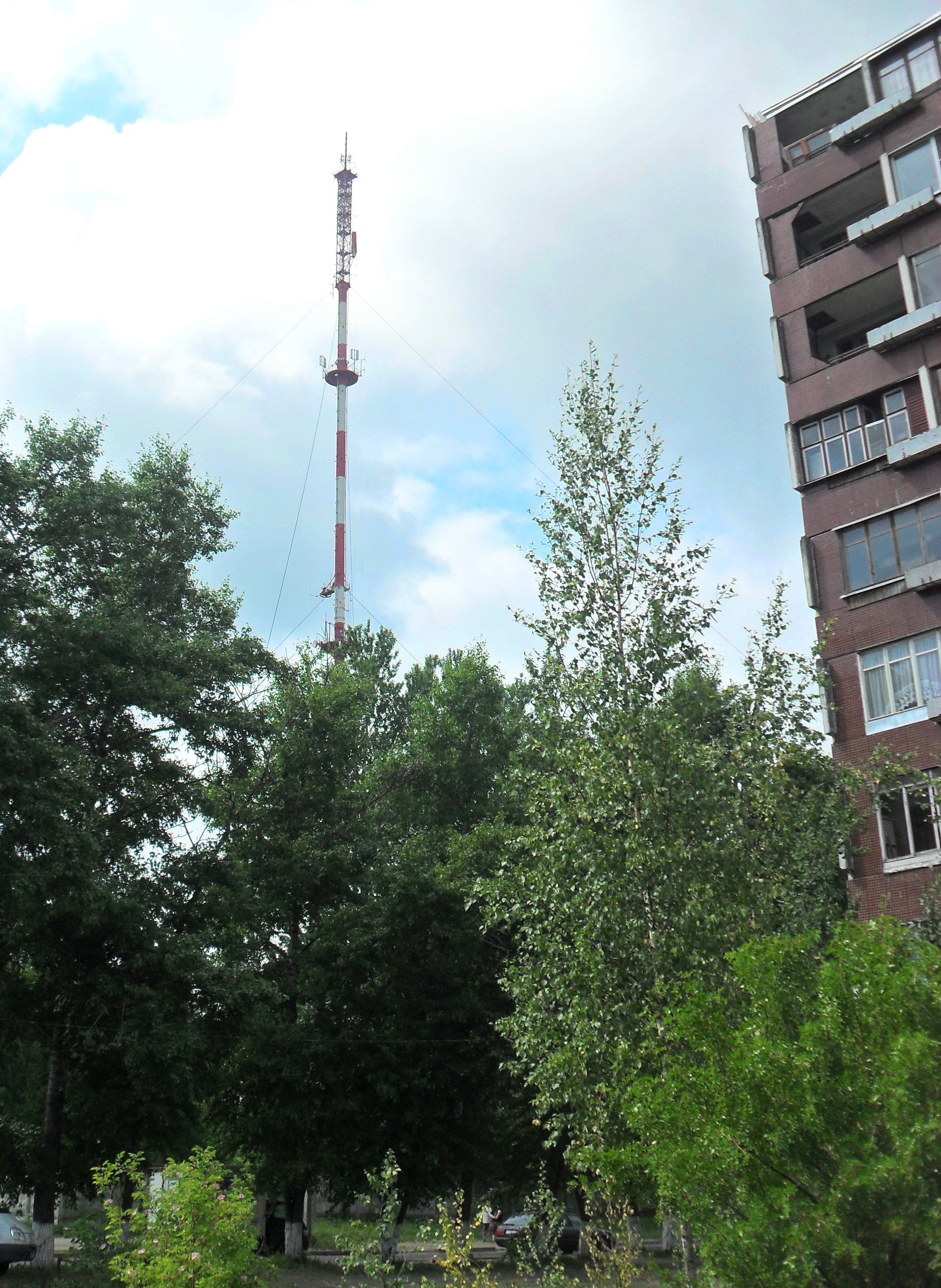
Телебашня в телерадиоцентре (Рижский пр-т, 71)